# Niepewność językowa
Niepewność językowa, schizoglosja (ang. linguistic insecurity, schizoglossia) – niska samoocena językowa; zjawisko związane z negatywnymi postawami wobec własnego języka i niemożnością emulowania prestiżowych norm społecznych. Zjawisko to jest szeroko rozpowszechnione i często dostrzegane podczas badań socjolingwistycznych.
Schizoglosja lub niepewność językową objawia się tym, że niektórzy użytkownicy języka (należący np. do niższych warstw społecznych) nisko oceniają swój sposób wypowiedzi lub uważają go za nieodpowiedni do pewnych sytuacji społecznych: kontekstów formalnych lub do komunikacji z osobami o wyższymi statusie. W sytuacjach tych oczekuje się stosowania kodu o wyższym prestiżu; osoby, które nie opanowały prestiżowej odmiany języka, przejawiają wówczas niepewność językową i tendencję do hiperkorektyzmu. Zjawisko schizoglosji na związek z preskryptywizmem i koncepcjami poprawnościowymi, negatywnie nastawionymi do wariacji językowej.
Niepewność językowa bywa spotykana wśród użytkowników dialektów regionalnych i języków kreolskich, którzy wchodzą w interakcje społeczne zdominowane przez język standardowy. Pojęcie niepewności językowej dotyczy negatywnych postaw wobec własnego języka, choć zdarza się również, że pewni użytkownicy języka preferują odmiany lokalne i niestandardowe, a odmiany prestiżowe postrzegają negatywnie. Niepewność językowa wyrasta z przeświadczenia o niepoprawności własnego języka, a także z wątpliwości co do jego statusu jako pełnoprawnego środka komunikacji; dla tej postawy charakterystyczne są sformułowania typu „nieprawdziwy język” oraz przepraszanie za sposób wypowiedzi. Innym przejawem niepewności językowej jest zasięganie porad w zakresie użycia rodzimego języka. W ostateczności niepewność językowa może doprowadzić do zaniku odmiany lokalnej lub społecznej, która charakteryzuje się niskim statusem.
Termin „niepewność językowa” został wprowadzony przez socjolingwistyę Williama Labova, który określił w ten sposób postawy językowe właściwe dla użytkowników odmian językowych, które są stale deprecjonowane. Z kolei termin „schizoglosja” zaproponował Einar Haugen.